# The Valhalla Murders
The Valhalla Murders (br: O Assassino de Valhalla) é uma série de televisão policial islandesa de 2019. Com oito episódios, a série foi lançada mundialmente em 2020 na Netflix. Esta é a segunda série da Islândia a ser apresentada na Netflix, com Trapped sendo a primeira. É baseado, com a licença artística usual obtida, em um incidente da vida real.

## Elenco
- Nína Dögg Filippusdóttir como Kata
- Björn Thors (is and fr) como Arnar
- Sigurður Skúlason como Magnus
- Bergur Ebbi Benediktsson como Erlingur
- Tinna Hrafnsdóttir como Helga
- Edda Björgvinsdóttir como Svava
- Arndís Hrönn Egilsdóttir como Hugrún
- Anna Gunndís Guðmundsdóttir como Selma